# Epte
Epte je 113 km dolga reka v severni Franciji, desni pritok Sene. Izvira v pokrajini Pays du Bray severno od Forges-les-Eaux (departma Seine-Maritime). Leta 911 je Epte s podpisom miru v  Saint-Clair-sur-Epte postala mejna reka med zgodovinskima pokrajinama Normandijo in Île-de-France. Reka se pojavlja v več delih francoskega slikarja impresionista Clauda Moneta, ki si je svoj dom ustvaril v Givernyju, na desnem bregu reke, malo pred njenim izlivom v Seno.

## Geografija

### Porečje
- levi pritoki
  - Troesne (27 km)
  - Réveillon (11 km)
  - l'Aubette de Magny (16 km)
- desni pritoki
  - Levrière (24 km)
  - ruisseau de Mesangueville (15 km)

### Departmaji in kraji
Reka Epte teče skozi naslednje departmaje in kraje:
- Seine-Maritime: Gournay-en-Bray,
- Oise
- Val-d'Oise
- Yvelines
- Eure: Gisors.